# Ретимно
Рѐтимно (на гръцки: Ρέθυμνο) е град в Гърция на остров Крит. Населението му е 35 687 жители (2001 г.). Намира се в часова зона UTC+2. Пощенският му код е 741 00, телефонният 28310, а кодът на МПС е ΡΕ.